# McClure (Virginie)
McClure est une zone non incorporée du comté de Dickenson, dans l'État de Virginie aux États-Unis.

## Histoire
La légende raconte que McClure a été nommé en l'honneur d'un pionnier tué par des indiens.

## Personnalités liées à la commune
- Les frères Carter et Ralph Stanley, fondateurs du duo américain de bluegrass, The Stanley Brothers.